# Shi Shuqing
Shi Shuqing (* Oktober 1945 in Taiwan) ist eine taiwanische Schriftstellerin.

## Leben
Shi Shuqing veröffentlichte im Alter von 17 Jahren ihre ersten Kurzgeschichten. Im Jahr 1970 ging sie nach einem Fremdsprachenstudium an die New Yorker City University und kehrte 1972 als Masterabsolventin in Theaterwissenschaften nach Taiwan zurück. Bekannt wurde sie als Journalistin und Chronistin der modernen Gesellschaft Hongkongs. Sie ließ sich 1978 mit ihrem amerikanischen Ehemann in Hongkong nieder. Sie veröffentlicht meist Bücher, in denen die Frauen im Vordergrund stehen.

## Werke
Ihre bekanntesten Werke sind:
- Niuling Shengyin (1975, Der Klang der Konkubinen)
- Liu li (1976, Glasierte Dachziegel)
- Yi ye you (1985, Eine nächtliche Reise)
- Jiafeng zhijian (1986, Zwischen den Stühlen)
- Qing tan (1986, Auf der Suche nach Liebe)
- City of the Queen (2005, Stadt der Königin)